# Lauren Tom
Lauren Tom (Chicago, 4 agosto 1961) è un'attrice e doppiatrice statunitense.

## Carriera
Ha interpretato un ruolo nella versione teatrale di A Chorus Line, a Chicago fu la protagonista in 'Tis Pity She's a Whore.

## Vita privata
Figlia di Nancy e Chan-Tom Jr. (morto nel 1980 a causa di un infarto), ha un fratello maggiore di nome Chan.
Dal 1999 è sposata con l'attore Curt Kaplan, da cui ha avuto un figlio, Oliver.

## Filmografia

### Attrice

#### Cinema
- Niente dura per sempre (Nothing Lasts Forever), regia di Tom Schiller (1984)
- Combat Dance - A colpi di musica (Rooftops), regia di Robert Wise (1989)
- Non guardarmi: non ti sento (See No Evil, Hear No Evil), regia di Arthur Hiller (1989)
- Blue Steel - Bersaglio mortale (Blue Steel), regia di Kathryn Bigelow (1990)
- Cadillac Man - Mister occasionissima (Cadillac Man), regia di Roger Donaldson (1990)
- La gatta e la volpe (Man Trouble), regia di Bob Rafelson (1992)
- Il circolo della fortuna e della felicità (The Joy Luck Club), regia di Wayne Wang (1993)
- Mr. Jones, regia di Mike Figgis (1993)
- Amarsi (When a Man Loves a Woman), regia di Luis Mandoki (1994)
- Babbo bastardo (Bad Santa), regia di Terry Zwigoff (2003)
- In Good Company, regia di Paul Weitz (2004)
- One True Loves, regia di Andy Fickman (2023)

#### Televisione
- I Robinson (The Cosby Show) – serie TV, episodio 2x11 (1985)
- La tata (The Nanny) – serie TV, episodio 2x25 (1995)
- Friends – serie TV, 7 episodi (1995-1996)
- Tutto in famiglia (My Wife and Kids) – serie TV, 4 episodi (2002-2004)
- Grey's Anatomy – serie TV, 13x02 (2006)
- Senza traccia (Without a Trace) – serie TV, episodio 7x22 (2009)
- Hawthorne - Angeli in corsia (Hawthorne) – serie TV, episodio 1x5 (2009)
- Supernatural – serie TV, episodi 8x2-8x7-9x14 (2012-2014)
- Pretty Little Liars – serie TV, 4 episodi (2015)
- The Rookie – serie TV, episodio 3x10 (2021)
- Una dolce estate ( Sweet Pekan Summer) – film TV, regia di D.Rikert (2021)

### Doppiatrice

#### Televisione
- Pinky and the Brain – serie TV, episodio 3x12 (1997)
- Mulan II, regia di Darrell Rooney e Lynne Southerland – animazione TV (2004)
- Kim Possible – serie TV, 4 episodi (2002-2005)
- Futurama - Il colpo grosso di Bender (Futurama: Bender's Big Score), regia di Dwayne Carey-Hill – animazione TV (2007)
- Manny tuttofare (Handy Manny) – serie TV, episodi 1x3-1x11-2x16 (2006-2008)
- Futurama - La bestia con un miliardo di schiene (Futurama: The Beast with a Billion Backs), regia di Peter Avanzino – animazione TV (2008)
- Futurama - Il gioco di Bender (Futurama: Bender's Game), regia di Dwayne Carey-Hill – animazione TV (2008)
- Futurama - Nell'immenso verde profondo (Futurama: Into the Wild Green Yonder), regia di Peter Avanzino – animazione TV (2008)
- The Replacements - Agenzia sostituzioni (The Replacements) – serie TV, 43 episodi (2006-2009)
- King of the Hill – serie TV, 102 episodi (1997-2010)
- Phineas e Ferb (Phineas and Ferb) – serie TV, episodio 2x31 (2010)
- Scooby-Doo! Paura al campo estivo (Scooby-Doo! Camp Scare), regia di Ethan Spaulding – animazione TV (2010)
- Nome in codice: Kommando Nuovi Diavoli (Codename: Kids Next Door) – serie TV, 75 episodi (2002-2007)
- Kung Fu Panda 2, regia di Jennifer Yuh Nelson – animazione TV (2011)
- I pinguini di Madagascar (The Penguins of Madagascar) – serie TV, episodio 2x2-2x26 (2010-2011)
- Futurama – serie TV, 116 episodi (1999-2013)
- I Simpson (The Simpsons) – serie TV, episodio 26x6 (2014)
- Disincanto (Disenchantment) – serie TV, 21 episodi (2018-2023)

#### Videogiochi
- Ghost of Tsushima (2020)

## Doppiatrici italiane
Nelle versioni in italiano delle opere in cui ha recitato, Lauren Tom è stata doppiata da:
- Tiziana Avarista in Friends, Babbo Bastardo, Andi Mack
- Franca D'Amato in Il circolo della fortuna e della felicità, Amarsi
- Rossella Acerbo in Mr. Jones
- Sabrina Duranti in Attori
- Beatrice Margiotti in Sfida incrociata
- Aurora Cancian in CSI - Scena del crimine
- Alessandra Chiari in Grey's Anatomy
- Giò Giò Rapattoni in Men in Trees

Nei prodotti in cui ha partecipato come doppiatrice, in italiano è stata sostituita da:
- Rossella Acerbo in Futurama, I Simpson
- Alessandra Korompay in Samurai Jack (st. 3), King of the Hill (Minh)
- Franca D'Amato in Mulan 2[4]
- Barbara Pitotti in Teen Titans Go!
- Caterina Rochira in W.I.T.C.H. (nonna Yan Lin)
- Cinzia Massironi in W.I.T.C.H. (nonna Yan Lin da giovane)
- Ilaria Latini in Nome in codice: Kommando nuovi diavoli
- Perla Liberatori in Teen Titans! (st. 1)
- Monica Vulcano in Teen Titans! (st. 3)
- Barbara Pitotti in Teen Titans! (st. 5)
- Patrizia Mottola in Batman of the Future
- Renata Bertolas in Justice League Unlimited
- Francesca Fiorentini in Samurai Jack (st. 4)
- Emilia Costa in Samurai Jack (st. 5)
- Selvaggia Quattrini in Scooby-Doo! Paura al campo estivo
- Elena Perino in King of the Hill (Connie)
- Laura Romano in Ghost of Tsushima[5]